# Das Böse in uns
Das Böse in uns ist ein Thriller des US-amerikanischen Schriftstellers Cody McFadyen. Es handelt sich um die dritte Geschichte um das Team der Protagonistin Smoky Barrett. Die Originalausgabe in englischer Sprache erschien 2007 unter dem Titel The Darker Side.

## Handlung
Während eines Fluges nach Virginia wird Lisa, die transsexuelle Tochter des Kongressabgeordneten und Präsidentschaftskandidaten Dillon Reid, ermordet. Der FBI-Direktor bittet Smoky Barrett und ihr Team persönlich darum, Nachforschungen anzustellen. Offiziell hat sich die Familie Reid von Lisa distanziert, da sich die sexuelle Orientierung Lisas nicht mit den Wertevorstellungen der Konservativen deckt.
Ein Obduktionsbericht ergibt, dass Lisa Reid von der Seite mit einem spitzen Gegenstand erstochen wurde. In der tödlichen Wunde findet man ein Silberkreuz mit der Symbolik eines Totenkopfes mit gekreuzten Knochen und der rätselhaften Zahl 143. Smoky begibt sich nach Washington, um ihre Mutter Rosario Reid zu befragen. Insgeheim hegt sie jedoch Sympathien für das Outing ihrer Tochter. Nur Smokys Teammitglied Alan Washington reagiert abgestoßen auf Lisas transsexuelle Neigung und der Ermittler James Giron eröffnet zur großen Überraschung aller, dass er homosexuell ist.
Es ergeben sich immer mehr Ungereimtheiten im Mordfall Lisa Reid. Smoky versucht die Fakten zu einem dreidimensionalen Ganzen zusammenzusetzen. Niemand kann sich einen festen Sitzplatz mit einem vorbestimmten Sitznachbarn im Flugzeug reservieren, daher könnte Lisa ein mögliches Zufallsopfer an einem spontanen Tatort sein. Die Besichtigung von Lisas Wohnung ergibt ein trauriges Bild ihres ausgelöschten Lebens. Die junge Frau war allem Anschein nach sehr einsam und depressiv. In ihrem Tagebuch, in dem mehrere Seiten fehlen, findet sich ein offensichtlicher Eintrag des Täters „Was sammle ich?“ mit der Warnung, dass es weitere Opfer geben werde.
Der Mörder hat sich das Flugticket unter der Identität eines gewissen Richard Ambrose gekauft. Wenig später wird Ambrose tot in seiner Wohnung aufgefunden.
Eine VICAP-Abfrage deutet stark darauf hin, dass es sich mit hoher Wahrscheinlichkeit um einen Serientäter handelt. Der Täter verübt eine weitere Tat. Die sex- und kokainsüchtige Rosemary Sonnenfeld wird in ihrer Wohnung, die sich im gleichen Bezirk von Los Angeles befindet, in dem auch Smoky Barrett lebt, ermordet aufgefunden. Die Mordumstände sind die gleichen wie bei Lisa Reid. In ihrer Wunde findet man die Zahl 142. Rosemarys Vater Yates und ihre Freundin Andrea erzählen Smoky, dass Rosemary sich gewandelt hatte und gottesfürchtig geworden ist. Smoky kombiniert, dass sowohl Lisas nicht vollendete Geschlechtsumwandlung (vom Jungen Dexter in das Mädchen Lisa) als auch Rosemarys ausschweifender Lebenswandel aus kirchlicher Sicht Sünden sein, die vom Serientäter „gesammelt wurden“.
In ihrem Privatleben gesteht ihr Freund Tommy, dass er sie liebt und sich eine feste Beziehung mit ihr wünscht. Ihr Pflegekind Bonnie möchte nicht weiter von Smokys Freundin Elaina privat unterrichtet werden, sondern möchte wie alle anderen Gleichaltrigen eine Schule besuchen.
Das Smoky Barrett-Team entdeckt auf einer obskuren Internetseite mehrere Videoclips, die zweifelsohne vom Täter stammen, der sich als „Prediger“ ausgibt. Darin schildert er sein Motiv, dass er Menschen zum Beichten ihrer Sünden zwingen muss. Er kennt die intimsten Geheimnisse dieser Personen und ist dem Wahn verfallen, dass nicht gebeichtete Sünden die Menschen von der Wahrheit fernhalten würden. Dann sind aufgenommene Beichten seiner Opfer zu sehen. Auch verliest er Lisas fehlende Tagebuchseiten. Als sie noch der Junge Dexter war, wurde sie dazu unter Gewalt vom stärkeren Klassenkameraden Mark Phillips dazu gezwungen, einen anderen Jungen zu quälen. Auch Rosemary hatte schwere Schuld auf sich geladen, indem sie ihren jüngeren Bruder zum Sex verführte, was dazu führte, dass sich dieser das Leben nahm. Die Videos wurden vom ungesicherten Anschluss eines Familienvaters hochgeladen.
Die Ermittlungsarbeiten konzentrieren sich darauf, die Identitäten der Opfer herauszufinden, die sich im katholischen Umfeld finden. Bei einem Gespräch zwischen Smoky Barrett, Alan Washington und Yates Sonnenfeld kommen sie auch auf ein dunkles Geheimnis Smokys. Sie offenbart, dass sie nach Matts und Alexas Tod durch den brutalen Serienmörder sterben wollte. Außerdem wurde Smoky nach der Bluttat schwanger und trieb ab, was ihre Traumatisierte noch verstärkte. Smoky ist durch dieses Gespräch schwer erschüttert und mutmaßt, dass über eine Wanze im Beichtstuhl sich ein Dritter das Beichtgeheimnis aneignen könnte. Polizei und Kirche wehren sich dagegen, dass ein möglicher Abhörskandal an die Öffentlichkeit gerät.
Valerie Cavanaugh ist ein Mädchen aus gutem und gottesfürchtigen Elternhaus, welches schon mit zehn Jahren unentdeckt aus purer Boshaftigkeit Katzen quälte, sie umbrachte und die Kadaver heimlich im Garten ihrer Eltern verscharrte aber nach außen hin stets die Fassade eines unschuldigen „blonden Engels“ zur Schau trug. Sie hat ganz offensichtlich Spaß an ihren grausamen Trieben und bereute nichts.
Der „Prediger“ schickt der Polizei ein neues Video, in dem er sie auffordert, ihn endlich zu finden. Genügend Hinweise hätte er bereits geliefert. Es scheint offensichtlich, dass er mit seiner Verhaftung den Märtyrerstatus erreichen möchte. Smoky überprüft Rosemarys Freundin Andrea, deren Identität gefälscht ist und in Wahrheit Frances Murphy heißt. Zusammen mit ihrem Zwillingsbruder Michael gehören sie zur Gefolgschaft des „Predigers“. Sie sind die Kinder eines Priesters und hatten eine Nonne zur Mutter, die vom „Prediger“ offensichtlich auch missbraucht wurde.
Kirby will ihre Freundin rächen und dringt in das Haus der Murphys ein, wo sie gefangen genommen und gefoltert wird. Dann wird das Haus von der Polizei gestürmt. Kirby tötet die Murphys und lässt es wie einen Selbstmord aussehen.

## Figuren
- Special Agent Smoky Barrett: Agentin des FBI in Los Angeles. Sie gilt als Amerikas beste Profilerin.[3]
- Kirby Mitchell: Polizistin im Team von Smoky Barrett. Sie spielt gegen Ende des Buches eine Schlüsselrolle.
- † Lisa Reid: Mordopfer
- Valerie Cavanaugh: Mädchen aus gutem Hause, die Tiere quält und später dafür büßen muss.
- Michael und Frances Murphy: Zwillingsgeschwister und Anhänger des „Predigers“.

## Sprachstil

### Klappentext
„Ein Flug nach Virginia. Alles wie gewohnt. Die Passagiere fühlen sich wohl. Auch Lisa. Bis sich ihr Nachbar zu ihr herüberlehnt und flüstert: „Lisa, ich werde dich jetzt töten.“ Nach der Landung findet die Besatzung Lisas Leiche. Die FBI-Agentin Smoky Barrett hat lediglich einen Hinweis: ein silbernes Kreuz mit der Zahl 143 im Körper der Toten. Zählt der Mörder seine Opfer? Smoky hat es offenbar mit einem Serienkiller zu tun. Denn im Internet tauchen brutale Videos von Hinrichtungen auf. Die Filme verraten, dass jedes Opfer Sünden begangen hatte, die wie ein Schatten auf seiner Seele lasteten: Mord, Kinderschändung, Vergewaltigung. Mit seinen Taten will der Mörder die Schuld seiner Opfer sühnen. Smoky Barrett steht als Nächste auf seiner Liste. Denn auch sie hat ein finsteres Geheimnis.“

„Der durchschnittliche Schläger prügelte einen windelweich, drehte einem die Brustwarzen oder ließ einem seinen Speichel in den Mund tropfen, während er einen am Boden festhielt. Mark benutzte diese Methoden ebenfalls, jedoch mit dem entscheidenden Unterschied, dass damit bei ihm noch lange nicht Schluss war. Tränen waren normalerweise das sichere Zeichen, dass man sich geschlagen gab. Nicht so bei Mark.“

Auch dieses Buch ist größtenteils aus der Ich-Perspektive der Smoky Barrett geschrieben. Die Protagonistin steht häufig im Zwiegespräch mit ihrem inneren Ich. Allerdings fehlen viele blutrünstige und aufrüttelnde Details, für die McFadyen aus seinen anderen Büchern berüchtigt ist.

## Rezensionen
Pressestimmen nehmen das Buch durchaus positiv auf. Manuela Martini vom Focus, „Ich habe das Buch in der Nacht zu Ende gelesen, voller Erleichterung aufgeatmet, dass das Gute das Böse besiegt hat – aber danach alle Türen verschlossen und die Fenster verriegelt.“, „Mcfadyens Fantasie stürzt sich auf alle nur erdenklichen Abgründe, in die die menschliche Seele abtauchen kann.“, der Kölner Stadt-Anzeiger, die Frankfurter Allgemeine Sonntagszeitung, „Kopfkino vom Feinsten“, die NWZ Göppinger Kreisnachrichten, „Nichts für zarte Gemüter, aber an Spannung nicht zu überbieten.“ und die Frankfurter Rundschau, „Ein Buch, das man nicht aus den Fingern legen kann und das nicht so schnell in Vergessenheit geraten wird.“
Das Buch untergliedert sich in mehrere Teile. Teil 1: „Die Ruhe vor dem Sturm.“ „Zwischenspiel: Der Tod der Rosemary Sonnenfeld.“ „Teil 2: Der Sturm.“ „Die Sünde des Dexter Reid.“ „Die Sünden der Valerie Cavanaugh.“ „Die Sünden von Michael und Frances Murphy.“ „Eine letzte Sache: Die Sünden der Kirby Mitchell“ und „Fallakte Smoky Barrett“.
Bei Krimi-Couch erhält der Thriller Das Böse in uns nicht die besten Bewertungen. Jörg Kijanski macht die Unterschiede zu Band 1 der Smoky-Barrett-Reihe deutlich. Während in Blutlinie noch geschildert wird, „wie übermenschlich genial alle Ermittler sind und bei der Darstellung der Morde metertief im Blut gebadet wurde, nimmt sich McFadyen hier auffallend zurück“. Auch in Das Böse in uns haben die Figuren zwar weniger Superlative, bleiben dafür aber weitgehend „hölzern“. In diesem Fall erscheinen sie weniger perfekt. Dafür fehlen die Gewaltorgien und die Videos enden vor dem Tötungsakt. Die Beichten der Frauen allerdings sind schockierend. Die anfangs gemachte Hoffnung auf einen Politthriller zerschlägt sich schnell und auch die Thematik Transsexualität, das Gefangensein im falschen Körper und Outing wird angerissen, wirkt aber aufgesetzt, da es im Fortgang der Geschichte nicht in die Tiefe geht. Das Ende ist schwach, vor allem deswegen, da der Täter keine Spuren hinterlässt. Das Themenfeld Sünde und Vergebung, sowie die Motivlage des Täters aus der Sichtweise eines irren Psychopathen, werden extensiv breit getreten. Der Thriller folge dem Motto: „Popcorn rein, Hirn aus“.

## Ausgaben
- Cody McFadyen: Das Böse in uns. (Titel der Originalausgabe: The Darker Side) Bastei Lübbe. 2008. ISBN 978-3-7857-2339-5.
- Cody McFadyen: Das Böse in uns. Audio-CDs. 2010.